# Sussex Corner
Sussex Corner est un ancien village du Nouveau-Brunswick, au Canada. Elle fait partie de la ville de Sussex depuis la réforme de la gouvernance locale du 1er janvier 2023.

## Toponyme
Le village portait à l'origine le nom de Sussex Vale. Le nom Sussex provient de la paroisse de Sussex, possiblement nommée ainsi d'après la ville de Sussex, au New Jersey, où en l'honneur d'Augustus Frederick de Sussex, sixième fils du roi George III.

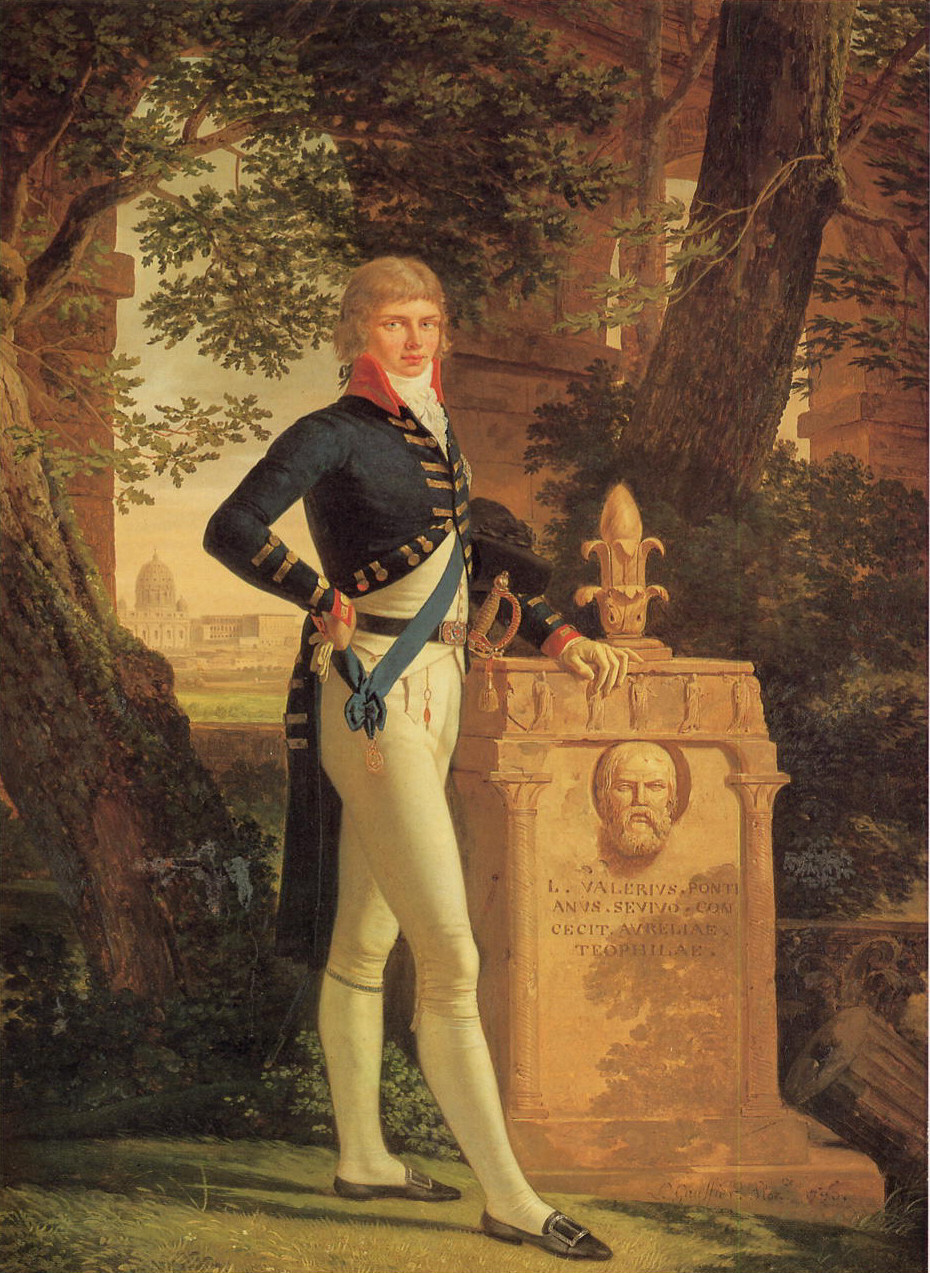
Augustus Frederick de Sussex.

## Géographie

### Situation
Sussex Corner est situé dans le comté de Kings, à 79 kilomètres de route au sud-ouest de Moncton et à 84 km au nord-est de Saint-Jean.
Sussex Corner est bâti au bord du ruisseau Trout, dans les collines calédoniennes. Le village est limitrophe de la ville de Sussex à l'ouest et de la paroisse de Sussex sur les autres côtés. Plusieurs paroisses sont en fait distantes de moins d'un kilomètre: la paroisse de Studholm au nord-ouest, la paroisse de Cardwell au nord-est et la paroisse de Waterford à l'est.

### Logement
Le village comptait 616 logements privés en 2006, dont 595 occupés par des résidents habituels. Parmi ces logements, 53,8 % sont individuels, 0,0 % sont jumelés, 0,0 % sont en rangée, 0,0% sont des appartements ou duplex et 10,9 % sont des immeubles de moins de cinq étages. Enfin, 36,1 % des logements entrent dans la catégorie autres, tels que les maisons-mobiles. 81,5 % des logements sont possédés alors que 18,5 % sont loués. 63,9 % ont été construits avant 1986 et 5,9 % ont besoin de réparations majeures. Les logements comptent en moyenne 6,2 pièces et 0,0 % des logements comptent plus d'une personne habitant par pièce. Les logements possédés ont une valeur moyenne de 101 012 $, comparativement à 119 549 $ pour la province.

## Histoire
Sussex Corner est constitué en municipalité le 9 novembre 1966. L'école élémentaire est inaugurée en 1980.

## Démographie
D'après le recensement de Statistique Canada, il y avait 1 321 habitants en 2001, comparativement à 1 337 en 1996, soit une baisse de 1,2 %. Le village compte 572 logements privés, a une superficie de 9,43 km2 et une densité de population de 140,1 habitants au km2.
En 2021, le village compte 1 458 habitants pour une superficie de 9,32 km2. Sa densité de population est alors de 156,4 habitants au km2.
| 1981  | 1986  | 1991  | 1996  | 2001  | 2006  | 2011  |
| ----- | ----- | ----- | ----- | ----- | ----- | ----- |
| 1 015 | 1 295 | 1 346 | 1 337 | 1 321 | 1 413 | 1 495 |

| 2016  | 2021  | - | - | - | - | - |
| ----- | ----- | - | - | - | - | - |
| 1 461 | 1 458 | - | - | - | - | - |

## Économie
Entreprise Fundy, membre du Réseau Entreprise, a la responsabilité du développement économique.

## Administration
(juillet 2016).

### Conseil municipal
Le conseil municipal est formé d'un maire et de 5 conseillers. Le conseil municipal actuel est élu lors de l'élection quadriennale du 14 mai 2012.
Anciens conseils municipaux
| Mandat      | Fonctions   | Nom(s)                                                                                            |
| ----------- | ----------- | ------------------------------------------------------------------------------------------------- |
| 2012 - 2016 | Maire       | Steven G. Gillies                                                                                 |
| 2012 - 2016 | Conseillers | Harley L. Hunt, Sharon E. Loder, Faith A. McMillan, Patricia A. Shay et M. Benjamin (Ben) Whalen. |

Conseils précédents
| Mandat      | Fonctions   | Nom(s)                                                                                         |
| ----------- | ----------- | ---------------------------------------------------------------------------------------------- |
| 2008 - 2012 | Maire       | Eric C. Cunningham                                                                             |
| 2008 - 2012 | Conseillers | Steven G. Gillies, John W. Mahoney, Pat Pearson, Arie A. Ruitenberg, M. Benjamin (Ben) Whalen. |

| Période                                  | Période       | Identité           | Étiquette | Qualité         |
| ---------------------------------------- | ------------- | ------------------ | --------- | --------------- |
| 1995                                     | 2004          | Eric C. Cunnigham  |           |                 |
| 2004                                     | novembre 2007 | Garth P. Long      |           | Démission       |
| novembre 2007                            | mai 2008      | Peter Wiggins      |           | Maire suppléant |
| mai 2008                                 | 2012          | Eric C. Cunningham |           |                 |
| 2012                                     | en cours      | Steven G. Gillies  |           |                 |
| Les données manquantes sont à compléter. |               |                    |           |                 |

### Commission de services régionaux
Sussex Corner fait partie de la Région 8, une commission de services régionaux (CSR) devant commencer officiellement ses activités le 1er janvier 2013. Sussex Corner est représenté au conseil par son maire. Les services obligatoirement offerts par les CSR sont l'aménagement régional, la gestion des déchets solides, la planification des mesures d'urgence ainsi que la collaboration en matière de services de police, la planification et le partage des coûts des infrastructures régionales de sport, de loisirs et de culture; d'autres services pourraient s'ajouter à cette liste.

### Représentation et tendances politiques
Sussex Corner est membre de l'Union des municipalités du Nouveau-Brunswick.
 Nouveau-Brunswick: Sussex Corner fait partie de la circonscription provinciale de Kings-Est, qui est représentée à l'Assemblée législative du Nouveau-Brunswick par Bruce Northrup, du Parti progressiste-conservateur. Il fut élu en 2006 et réélu en 2010.
 Canada: Sussex Corner fait partie de la circonscription fédérale de Fundy Royal, qui est représentée à la Chambre des communes du Canada par Rob Moore, du Parti conservateur. Il fut élu lors de la 38e élection générale, en 2004, puis réélu en 2006 et en 2008.

## Vivre à Sussex Corner
L’école élémentaire de Sussex Corner accueille les élèves de la maternelle à la 5e année. C'est une école publique anglophone faisant partie du district scolaire #6. Les élèves peuvent poursuivre leurs études à Sussex.
Le village est inclus dans le territoire du sous-district 9 du district scolaire Francophone Sud. L'école Samuel-de-Champlain de Saint-Jean est l'établissement francophone le plus proche alors que les établissements d'enseignement supérieurs les plus proches sont dans le Grand Moncton.
Le marché agricole communautaire est situé sur la rue Needle. Outre les produits de la ferme, on y vend aussi de l'artisanat, du pain et des pâtisseries.
L'église St. Mark's est une église anglicane.
Il y a un bureau de poste à Sussex Corner. Le détachement de la Gendarmerie royale du Canada le plus proche est à Sussex.
Les anglophones bénéficient du quotidien Telegraph-Journal, publié à Saint-Jean, et du Kings County Records, de Sussex. Les francophones bénéficient quant à eux du quotidien L'Acadie nouvelle, publié à Caraquet, ainsi que l'hebdomadaire L'Étoile, de Dieppe.

## Culture

### Langues
Selon la Loi sur les langues officielles, Sussex Corner est officiellement anglophone puisque moins de 20 % de la population parle le français.

### Personnalités
- Oliver Arnold (1755-1834), instituteur, prêtre anglican et juge de paix, décédé à Sussex Corner ;
- George Leonard (1742-1826), fonctionnaire, homme politique, officier de milice et agent de développement agricole ;
- Edwin Arnold Vail (1817-1885), médecin et homme politique, né à Sussex Corner ;
- William Berrian Vail (1823-1904), homme d'affaires, homme politique et officier de milice, né à Sussex Corner.